# Talimogen laherparepvec
| Übersicht         | Übersicht                                      |
| ----------------- | ---------------------------------------------- |
| Freiname          | Talimogen laherparepvec                        |
| Andere Namen      | T-Vec, T-VEC, OncoVEXGM-CSF                    |
| CAS-Nummer        | 1187560-31-1                                   |
| ATC-Code          | L01XX51                                        |
| Wirkstoffklasse   | Antineoplastische und immunmodulierende Mittel |
| Ausgangsmaterial  | HSV-1, Stamm JS1 (Herpesviridae)               |
| Charakterisierung | JS1/ICP34.5-/ICP47-/hGM-CSF                    |
| Verabreichungsweg | Intraläsional                                  |
| Handelsname       | Imlygic (Amgen)                                |

Talimogen laherparepvec (auch: T-Vec) ist ein krebszellenzerstörendes (onkolytisches) Virus. Es wird verwendet zur gentherapeutischen Behandlung des schwarzen Hautkrebses (Melanom), der bereits Tochtergeschwülste (Metastasen) gebildet hat.

## Beschreibung

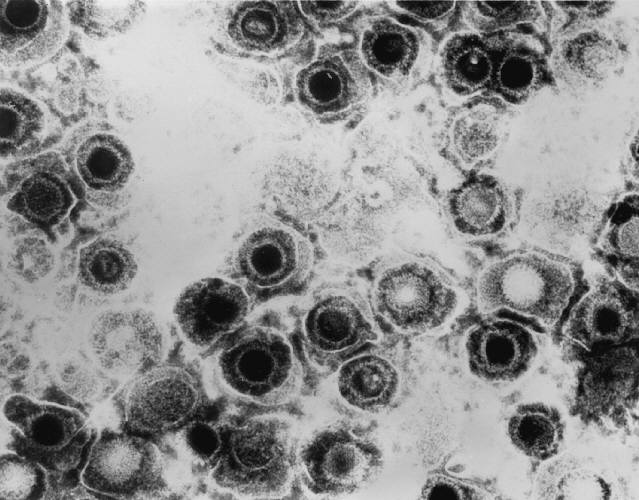
TEM-Aufnahme eines unmodifizierten Herpes-simplex-Virus Typ 1 (Wildtyp)

Bei Talimogen laherparepvec handelt sich um ein abgeschwächtes Herpes-simplex-Virus Typ 1 (HSV-1, „Lippenherpes-Virus“), dessen Erbgut biotechnologisch so verändert wurde, dass es Melanomzellen infizieren und sich darin vermehren kann. Das Mittel wird direkt in die Hautläsionen gespritzt und führt zu einer Zerstörung der infizierten Melanomzellen. Dabei werden Stoffe freigesetzt, die das Immunsystem für den Kampf gegen Krebszellen im ganzen Körper aktivieren sollen.
Talimogen laherparepvec ist der erste in der westlichen Welt zugelassene Vertreter aus der Gruppe der gentechnisch erzeugten onkolytischen Viren. Als Imlygic wurde es im Oktober 2015 in den USA und im Dezember 2015 EU-weit zugelassen und kam im Juni 2016 in Deutschland auf den Markt.
Talimogen laherparepvec wird mittels rekombinanter DNA-Technologie in Affennierenzellen (Vero-Zellen) hergestellt.

## Pharmakologie

### Wirkmechanismus
Für die Wirkung von Talimogen laherparepvec werden die folgenden zwei Mechanismen angenommen:
- Lokale Lyse der Melanomzellen
- Systemische tumorspezifische Immunantwort.

Die Kombination der beiden Wirkprinzipien wird als onkolytische Immuntherapie bezeichnet. Der genaue Wirkungsmechanismus ist unbekannt.
Als Ausgangsmaterial für die gentechnischen Modifikationen wurde ein Virusstamm aus klinischer Isolierung (JS1) anstelle eines Laboratoriumsstammes verwendet. Durch die funktionelle Deletion der beiden Gene für ICP34.5 und ICP47 wurde das Herpes-simplex-Virus Typ 1 (HSV-1) so modifiziert, dass es selektiv Tumorzellen infiziert und sich darin verstärkt vermehrt. Anders als normale Zellen sind Tumorzellen anfällig für Schädigungen und Zelltod durch Herpes-simplex-Viren Typ 1, denen das ICP34.5-Gen fehlt.

Antigenpräsentation durch den MHC-I-Komplex einer infizierten Zelle. HSV-1 unterdrückt die Antigenpräsentation, T-Vec hingegen nicht.

Das zweite Gen, ICP47, codiert beim HSV-1-Wildtyp für eine Abwehrstrategie, mit dem er der Immunabwehr des Wirts zu entgehen versucht, indem die Bildung des antigenpräsentierenden MHC-Klasse-I-Proteinkomplexes auf der Oberfläche von Zellen heruntergeregelt wird. Die Antigenpräsentation für zytotoxische T-Zellen lockt Killerzellen an, die die Virus-infizierten Zellen normalerweise beseitigen. Durch die Entfernung des ICP47-Gens wird diese Herunterregelung ausgeschaltet. Ferner bewirkt das Fehlen von ICP47 eine erhöhte Expression des HSV US11-Gens, was die virale Vervielfältigung in Tumorzellen verstärkt. Die Tumorzellen werden mit Talimogen laherparepvec „überschwemmt“ und lysieren („platzen“), wobei nicht nur die neu gebildeten Viren, welche weitere Melanomzellen befallen können, freigesetzt werden, sondern auch Tumorantigene.
Das Einfügen einer für den humanen Granulozyten-Makrophagen-koloniestimulierenden Faktor (GM-CSF) codierenden Sequenz in das HSV-1-Genom veranlasst die infizierten Melanomzellen zur Produktion von GM-CSF. Dieses wird ebenfalls bei der Lyse der Melanomzellen frei. Es wird angenommen, dass Tumorantigene und GM-CSF eine systemische Antitumor-Immunantwort und Effektor-T-Zell-Antwort auslösen, wodurch Tumorzellen auch an anderen Stellen im Körper erkannt und zerstört werden.

### Bioverteilung und Ausscheidung
Talimogen laherparepvec wird durch körpereigene allgemeine Wirtsabwehrmechanismen (Autophagozytose, Immunantwort) eliminiert. Virusbestandteile werden durch die für Proteine und DNA typischen endogenen katabolen Stoffwechselwege abgebaut.
Von 30 untersuchten Patienten wurden bei 90 % im Blut und bei 20 % im Urin vorübergehend niedrige Konzentrationen von Virus-DNA (Talimogen-laherparepvec-DNA) gemessen. In Gewebeproben von behandelten Melanomzellen wurden bei 90 % der Patienten Virus-DNA nachgewiesen. Das Vorkommen von Virus-DNA korreliert nicht zwingend mit dem Risiko einer viralen Infektion.
Wie bei Infektionen mit dem HSV-1-Wildtyp, kann auch bei Talimogen laherparepvec eine latente Ansammlung von Virus-DNA in Neuronen, die die infizierten Stellen innervieren, fortbestehen.

## Klinische Angaben

Malignes Melanom der Haut

### Anwendungsgebiet
Imlygic ist in der EU zugelassen zur Behandlung von Erwachsenen mit Melanomen, die operativ nicht entfernt werden können und bereits in andere Körperbereiche gestreut haben (Stadium IIIB, IIIC und IVM1a), jedoch nicht in Knochen, Lunge, Gehirn oder andere innere Organe. Die Zulassung in den USA ist nicht auf bestimmte Stadien des Melanoms beschränkt.

### Anwendungsbeschränkungen und Vorsichtsmaßnahmen
Patienten, die schwer immungeschwächt sind, dürfen nicht mit Talimogen laherparepvec behandelt werden. Frauen, die schwanger werden können und mit Talimogen laherparepvec behandelt werden sollen, sollten Verhütungsmaßnahmen treffen, um eine Schwangerschaft zu vermeiden. Vom HSV-1-Wildtyp ist bekannt, dass das Virus die Plazentaschranke überschreiten oder bei der Geburt auf das Kind übertragen werden kann. HSV-1-Wildtyp-Infektionen wurden mit schwerwiegenden unerwünschten Wirkungen in Verbindung gebracht, wenn das Ungeborene oder Neugeborene an der Infektion erkrankte. Es ist nicht auszuschließen, dass die Infektion mit dem modifizierten Virus ähnlich wirkt, auch wenn es bislang keine klinischen Daten dazu gibt. In Tierversuchen wurden keine Auswirkungen auf die embryofetale Entwicklung beobachtet.
Die versehentliche Exposition gegenüber Talimogen laherparepvec kann zu einer Infektion mit den modifizierten Herpesviren führen. Kontaktpersonen des Patienten wie beispielsweise medizinisches Fachpersonal, Haushaltsmitglieder, Pflegekräfte und Sexualpartner sollten den direkten Kontakt mit behandelten Hautstellen und Körperflüssigkeiten der Patienten während der Behandlungszeit und bis zu 30 Tage danach vermeiden. Schwangere, Neugeborene und immungeschwächte Personen dürfen kontaminierten Gegenständen nicht ausgesetzt sein. Ob Talimogen laherparepvec in die Muttermilch übertritt, ist nicht bekannt.
Talimogen laherparepvec ist empfindlich gegenüber Aciclovir. Eine Behandlung mit diesem oder anderen antiviralen Mitteln kann die Wirksamkeit von Talimogen laherparepvec herabsetzen.

### Unerwünschte Wirkungen
Die häufigsten Nebenwirkungen, die bei mehr als einem Viertel bei der mit Imlygic behandelten Patienten beobachtet wurden, waren Erschöpfung (Fatigue), Schüttelfrost, Fieber (Pyrexie), Übelkeit, grippeähnliche Erkrankungen und Schmerzen an der Injektionsstelle. Die allermeisten Nebenwirkungen waren mild oder mäßig schwer. Die häufigste schwere unerwünschte Wirkung (Grad 3 oder höher) war eine Entzündung des Unterhautgewebes (Zellulitis), die bei 2,1 % der Behandelten auftrat.
Unter der Behandlung mit Talimogen laherparepvec können Lippenherpes oder weitere Herpeserkrankungen (z. B. herpetischer Hornhautentzündung) auftreten. Auch nach Behandlungsende besteht das Risiko symptomatischer Herpesinfektionen, bedingt durch Reaktivierung von Talimogen laherparepvec oder HSV-1-Wildtyp.

## Studien
Die Zulassung von Imlygic basiert auf den Daten der Phase-III-Studie OPTiM. In dieser offenen, randomisierten Studie an 436 Patienten wurde die Wirksamkeit von Talimogen laherparepvec mit fortgeschrittenem inoperablem Melanom im Vergleich zur Behandlung mit subkutaner Gabe von GM-CSF untersucht. Um verzögerte, immunvermittelte Antitumor-Effekte zu ermöglichen, wurden Patienten für mindestens sechs Monate oder bis keine injizierbaren Melanome mehr vorhanden waren behandelt. Der primäre Endpunkt war die dauerhafte Ansprechrate, d. h. der Anteil an Patienten mit einem kompletten oder teilweisen Ansprechen, das dauerhaft für mindestens sechs Monate anhielt. Sekundäre Endpunkte waren das Gesamtüberleben, die Gesamtansprechrate, die Zeit bis zum Ansprechen, die Dauer des Ansprechens und die Zeit bis zum Therapieversagen. Unter der Behandlung mit Talimogen laherparepvec lag die dauerhafte Ansprechrate bei 16,3 % im Vergleich zu 2,1 % unter GM-CSF. Die Gesamtansprechrate betrug 26,4 % gegenüber 5,7 % in der GM-CSF-Gruppe. Bezüglich des Gesamtüberlebens (23,3 gegenüber 18,9 Monaten) war der Unterschied nicht statistisch relevant.
Subgruppenanalysen zeigten, dass Patienten ohne Befall der Lunge oder anderer innerer Organe von der Imlygic-Therapie mehr profitierten als solche mit weiter fortgeschrittener Erkrankung.
Nach einer Analyse zur Beurteilung der systemischen Wirkung von Talimogen laherparepvec nahmen bei 34,2 % der Patienten Hautläsionen, die nicht mit dem Wirkstoff injiziert worden waren, und bei 11,3 % auch Metastasen in Körperinneren je um mehr als die Hälfte ab.
Eine weitere Phase-III-Studie untersucht die begleitende Behandlung von lokal fortgeschrittenen Plattenepithelkarzinomen des Kopfs und des Halses mit Talimogen laherparepvec. Die Studie ist noch nicht abgeschlossen.

## Weitere Informationen
Der aus zwei Worten bestehende Freiname Talimogen laherparepvec basiert auf den von der WHO vorgegebenen Wortstämmen für gentherapeutische Arzneistoffe: das erste Wort codiert mit der Endsilbe -gen die gentherapeutische Verwendung, -lim- steht für Immunmodulator; das zweite Wort beschreibt mit dem Wortende -repvec das Vektorprinzip (i.e. replizierender viraler Vektor) und mit -herpa- die Virusfamilie, von der sich der Wirkstoff ableitet.
In Deutschland hat der Gemeinsame Bundesausschuss (G-BA) in der frühen Nutzenbewertung nach § 35a SGB V (AMNOG) Talimogen laherparepvec im September 2016 keinen Zusatznutzen gegenüber den bestehenden Standardtherapien beschieden, da vom Zulassungsinhaber keine entsprechend validen Daten zu zweckmäßigen Vergleichstherapien vorgelegt worden seien.